# Juan Ángel Michelena
Juan Ángel de Michelena Moreno (Maracaibo, Virreinato de Nueva Granada, 1774 - Ferrol, Betanzos, Galicia, 29 de septiembre de 1831) fue un marino español, criollo de Nueva Granada, de activa participación en contra de los gobiernos independentistas rioplatenses inmediatamente después de la Revolución de Mayo.

## Orígenes
Viajó muy joven a la metrópoli, e ingresó en la Real Armada en el puerto militar de Cádiz a los doce años. Hizo una campaña por el mar Mediterráneo, visitando decenas de puertos árabes.
Más tarde prestó servicios en La Habana, Puerto Rico y combatió en la batalla de San Vicente.

## De las invasiones inglesas a la Revolución de Mayo
Era capitán en 1805, cuando llegó a Montevideo, poniéndose a órdenes del general Pascual Ruiz Huidobro. Al año siguiente se unió a la campaña de Santiago de Liniers para luchar contra las invasiones inglesas a Buenos Aires, como jefe de los marineros que pelearon en tierra. Más tarde fue uno de los capitanes que llevaron y trajeron tropas desde y hacia la Banda Oriental, peleando en la defensa de Montevideo durante la segunda invasión inglesa.
Permaneció durante los años siguientes en Montevideo, pero no apoyó la junta de gobierno instalada por Francisco Javier de Elío en esa ciudad en 1808. En septiembre, el virrey Liniers lo envió a hacerse cargo del gobierno de Montevideo; llegó sin escolta, fue insultado y golpeado en público por el propio Elío, fue Gobernador de Montevideo del 17 de septiembre al 28 de septiembre de 1808 y una revuelta de apoyo a Elío lo obligó a huir. Un año más tarde, Elío fue depuesto por el nuevo virrey Baltasar Hidalgo de Cisneros.
Estaba en Buenos Aires cuando estalló la Revolución de Mayo, y acompañó al general Joaquín de Soria a Montevideo. En un acto de torpeza que le costaría muy caro, la Primera Junta no intentó evitar que Soria se llevara toda la flota a Montevideo, donde se formó el más poderoso centro realista. Michelena contribuyó a desarmar el intento de revolución urdido por el coronel Prudencio Murguiondo.

## La flota realista de Montevideo
En diciembre de ese mismo año de 1810, dirigió una campaña contra las costas del río Uruguay, logrando pasar varias villas a la obediencia a Montevideo; entre ellas, Concepción del Uruguay, Gualeguaychú, Paysandú, Soriano, Mercedes, Colla, etc. Cuando los orientales se alzaron en armas a principios del año siguiente, no pudo evitar que los porteños le enviaran refuerzos, pero al menos retrasó mucho su avance. Junto al capitán Jacinto Romarate, atacó a los patriotas en varias campañas, y saquearon las costas del río Paraná, debilitando a los porteños y proveyendo de carne a Montevideo.
En julio de 1811, por orden de Elío, bombardeó la ciudad de Buenos Aires. En realidad, dadas las costas demasiado playas del Río de la Plata, no pudo acercarse demasiado a ellas. Lanzó varias decenas de cañonazos contra las costas de la ciudad, que quedaban demasiado lejos para sus cañones. Cuentan las crónicas de la época que las familias lo miraban desde las azoteas o desde la playa, mientras almorzaban y se divertían.
A fin de año viajó con el virrey Elío a España, adonde llegó con toda su tripulación enferma de escorbuto. Regresó con algunos refuerzos en agosto, y poco después volvió a “bombardear” Buenos Aires; esta vez tuvo el cuidado de que el viento favorable le permitiera acercarse un poco más, con lo que logró destruir algunas casetas armadas por los pescadores en las playas inundables. Lanzó un sonoro ultimátum al Triunvirato, contestado por otro de tono igualmente altanero.
Combatió en la derrota naval del Buceo, y fue uno de los prisioneros tomados unos días después, cuando la ciudad se rindió al general Alvear.

## Últimos años
Fue llevado preso a Las Bruscas, cerca de la actual ciudad de Dolores, pero pronto pasó al hospital de Buenos Aires. Intentó varias veces fugarse, pero no lo consiguió hasta 1820. En medio de la anarquía de ese año, logró evadirse en un bote hasta Colonia. Desde allí pasó a Río de Janeiro y Gibraltar, llegando finalmente a Cádiz.
En 1823 se puso a las órdenes de un general francés, con el cual ayudó a la restauración absolutista de ese año, venciendo a los liberales. Fue ascendido al grado de general. Fue gobernador de la ciudad y puerto de Ferrol, lugar donde falleció en septiembre de 1831.